# Рейдовые тральщики проекта 253Л
Рейдовые тральщики проекта 253Л — тип рейдовых тральщиков, строившихся для Советского Военно-Морского Флота в 1940-х годах. 
В апреле 1942 года ЦКБ-51 было выдано тактико-техническое задание на проектирование «малого тральщика» водоизмещением порядка 100 тонн в двух вариантах: с деревянным и с металлическим корпусами. Технический проект этого корабля, получивший номер 253, был разработан в феврале 1943 года и направлен в Ленинград на предмет оценки возможности его реализации. Конструкторским бюро Балтийского завода проект был упрощен, так как в условиях блокадного города реализация этого проекта оказалась невозможной, упрощенный проект получил обозначение 253Л. Головной корабль строился на Балтийском заводе 4 месяца 20 дней и был сдан в ноябре 1943 года.
В 1944 проект 253Л модернизировали и присвоили ему новый индекс 253ЛП. Изменения представляли собой увеличение водоизмещения, что несло за собой удлинение корпуса и изменение носовых обводов. Благодаря тому, что двигатели были расположены в двух изолированных машинных отделениях, удалось повысить живучесть энергетической установки и корабля в целом. Модернизация также включала в себя замену одноствольных пулеметов на спаренные установки, установку петлевого электромагнитного трала, оснащение тральной лебедки электродвигателем и увеличение боевой автономности.
Первая серия типа МТ-1 составила 36 единиц и строилась с июня 1943 по декабрь 1944 года. Корабли второй серии типа МТ-2 (проект 253ЛП) начали строить в апреле 1944 года и закончили уже после войны, построив всего 56 единиц. Основным отличием МТ-2 от МТ-1 являлось размещение третьего главного двигателя в отдельном отсеке, что несколько увеличило живучесть главной энергетической установки, а также оснащение корабля третьим дизель-генератором. Последнее позволило МТ-2 самостоятельно применять электромагнитный трал. Корабли типа МТ-1 из-за маломощности двух дизель-генераторов могли использовать такой трал только в паре.
Несмотря на активное участие в тральных работах в последний год войны, потери среди этих кораблей были сравнительно невелики. Т-353 подорвался на мине и затонул 8 сентября 1944 года в 6.15 в Нарвском заливе; Т-379 подорвался на мине и затонул 20 октября 1944 года в 23.10 в Таллине; Т-387 28 ноября 1944 года на переходе Таллин — Палдиски был потоплен подводной лодкой U-481.

## История строительства
Все тральщики проектов 253Л и 253ЛП строились на четырех заводах: ССЗ № 190, ССЗ № 189, ССЗ № 370, ССЗ № 363.
ССЗ № 190:
- проект 253Л: 10 единиц
- проект 253ЛП: 14 единиц

ССЗ № 189:
- проект 253Л: 20 единиц
- проект 253ЛП: 34 единицы

ССЗ № 370:
- проект 253Л: 6 единиц
- проект 253ЛП: 6 единиц

ССЗ № 363:
- проект 253ЛП: 2 единицы

## Конструкция

### Корпус
Корпус сварной, из стали 3С, форма обводов остроскуловая с упрощёнными обводами. Непотопляемость обеспечивалась делением корпуса 5 (6 на тральщиках проекта 253ЛП) водонепроницаемыми переборками, на 6 (7 на тральщиках проекта 253ЛП) отсеков. На тральщике имелась носовая надстройка с рубкой, открытым мостиком и тамбурами спуска в носовую жилую палубу, рубка была защищена броней толщиной 8 мм.
Деление на отсеки тральщика проекта 253Л:
- 1 – форпик с цепным ящиком;
- 2 – каюты офицеров, кают-компания и радиорубка;
- 3 – машинное отделение;
- 4 – кубрик команды;
- 5 – тральная кладовая;
- 6 – ахтерпик (румпельное отделение).

Деление на отсеки тральщика проекта 253ЛП:
- 1 – форпик с цепным ящиком;
- 2 – каюты офицеров, кают-компания и радиорубка;
- 3 – машинное отделение № 1;
- 4 - кормовое машинное отделение № 2;
- 5 – кубрик команды;
- 6 – тральная кладовая;
- 7 – ахтерпик (румпельное отделение).

Гибель корабля могла наступить при затоплении двух смежных отсеков.

### Энергетическая установка

#### Главная энергетическая установка
На корабле были установлены три шестицилиндровых дизеля фирмы Superior (3 × 230 л. с. (проект 253Л), 3 × 480 л. с. (проект 253ЛП)), расположенные в одном (пр. 253Л) или двух (пр. 253ЛП) машинных отделениях, также на тральщике имелся вспомогательный котёл. Наибольшая скорость хода - 14 узлов (пр. 253ЛП - 12,6 узлов). Дальность плавания: 3000 миль (при скорости 6,2 узла) или 2500 миль (12 узлов) или 675 миль (скорость хода 12,6 узлов). Винты - бронзовые трехлопастные, диаметром 0,85 м, число лопастей - 3, число движителей - 3. На тральщике имелось два подвесных балансирных руля, рулевая машина ручная.

#### Электроэнергетическая установка
Основные источники тока - два (три на тральщиках проекта 253ЛП) дизель-генератора мощностью по 15 кВт каждый. На кораблях был принят постоянный ток напряжением 110 В, аварийное освещение в машинных отделениях осуществлялось от аккумуляторных батарей напряжением 12 В.

### Корабельные запасы
Нормальный запас топлива - 4,6 т; полный - 10 т. На тральщиках проекта 253ЛП нормальный запас топлива - 5,85 т; полный - 11,7 т. Запас воды составлял 5,5 т (6,1 т на пр.253ЛП).

### Экипаж
Экипаж тральщика состоял из 21 человека (25 на тральщике проекта 253ЛП).

## Вооружение

### Артиллерийское вооружение
Артиллерийское вооружение включало две 45-мм полуавтоматических пушки 21-КМ и либо два 1 × 12,7-мм пулемета ДШК (пр. 253Л), либо 2 × 12,7-мм пулемета «Кольт-Браунинг» (пр. 253ЛП).

### Тральное вооружение
Тральное вооружение было весьма разнообразным и могло включать в себя тралы следующих типов:
- облегчённый трал Шульца ОШТ-1 для траления якорных мин;
- катерный параванный трал КПТ для траления якорных мин;
- катерный электромагнитный трал КЭМТ-2 для уничтожения донных магнитных и индукционных мин;
- петлевой электромагнитный трал ПЭМТ для уничтожения донных магнитных и индукционных мин;
- буксирный акустический трал БАТ-2.

### Штурманское вооружение
На тральщиках имелось следующее штурманское оборудование: гирокомпас «Гиря» (пр. 253ЛП), магнитные компасы - 3 штуки; электромеханический лаг типа ГО III; эхолот НЭЛ-3 (пр. 253ЛП), ручные лоты и другие штурманские приборы.

## Служба в иностранных флотах

### Польша

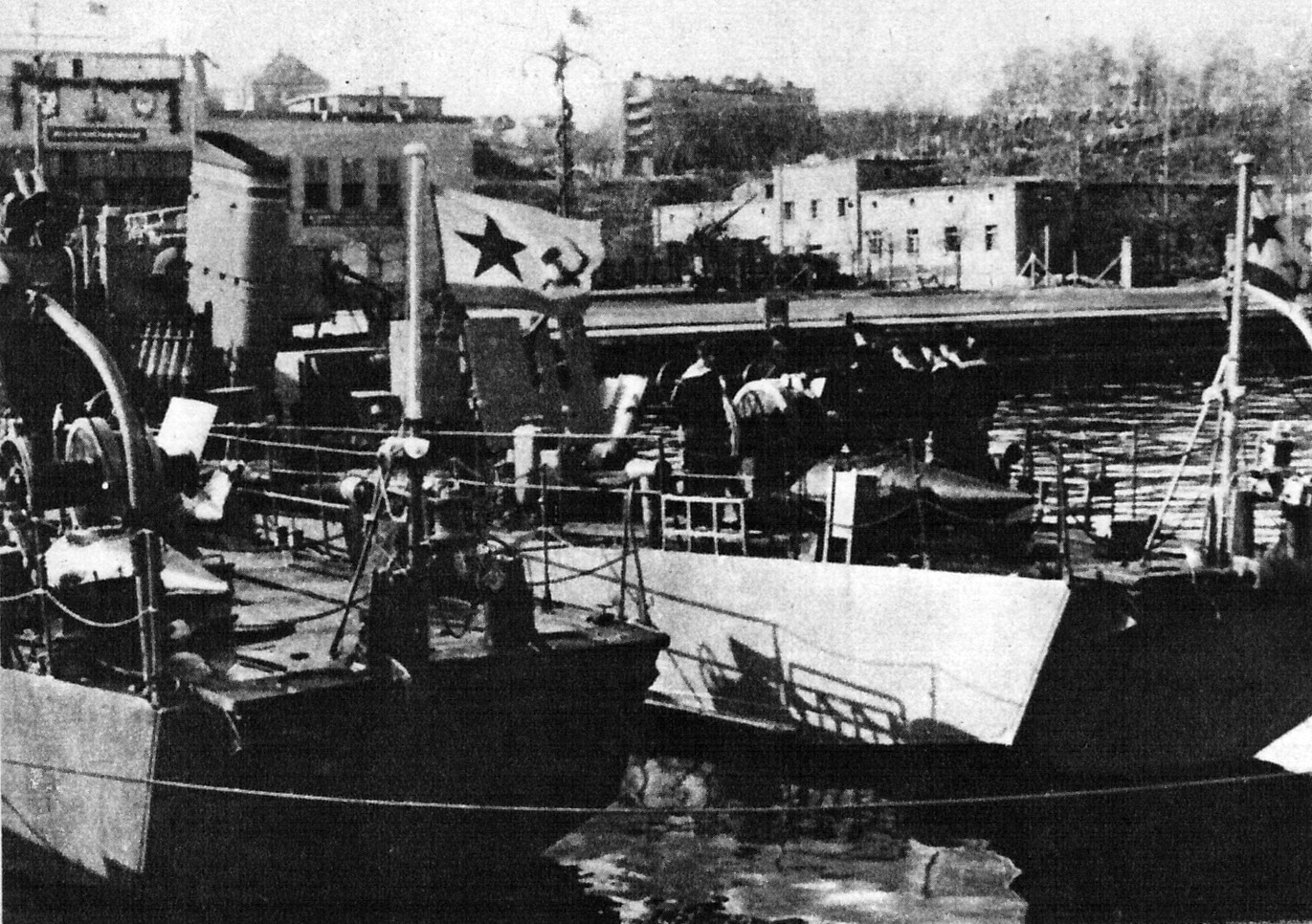
Przejęcie przez Polskę trałowców proj. 253Ł, апрель 1946 г.

В 1946 году Польша получила 9 тральщиков (Т-225, -228, -231, -241, -243, -244, -246, -465 и -467, все 1945 года постройки) в обмен на часть польской доли в разделе немецкого флота. Корабли прибыли в Гдыню 31 марта, а уже 5 апреля над ними были подняты государственные флаги. В составе ВМС Польши они получили названия Albatros, Czapla, Jaskółka, Jastrząb, Kania, Kondor, Kormoran, Krogulec i Orlik, соответственно
Корабли, получившие прозвище "утки" (в отличие от довоенных "ласточек") активно использовались при очистке территориальных вод от оставшихся с войны мин.
В 1952 году они прошли модернизацию: заменена часть обшивки корпуса, некоторые шпангоуты и крыльчатые насосы, были сделаны новые фундаменты, вместо двигателей Superior установлены советские 3Д6, пулемёты также заменены на ДШК 2М-1.Стоимость ремонта составляла 450000 злотых, не считая стоимости двигателя. 
Тральщики были исключены из списков флота в 1958-1959 годах. Впоследствии, два из них были переоборудованы в учебные противохимический и противопожарный тренажёры ("Jastrząb" в Устке и "Jaskółka" в Гдыне). Четыре других после разоружения, "Krogulec" в 1958 и "Kormoran", "Kania" и "Orlik" в 1959 годах, переданы Центральному отделу морского обучения Лиги содействия армии в Ястарне, где именовались "Mars", "Jowisz", "Jupiter" i "Orion". "Albatros", "Czapla" и "Kondor" в 1958 году были переданы в Мазурскую судоходную компанию.

## Корабль в экспозициях музеев
Тральщик с бортовым номером 729 в качестве экспоната находится на Мемориале героической обороны Одессы